# Ulrich Netzer

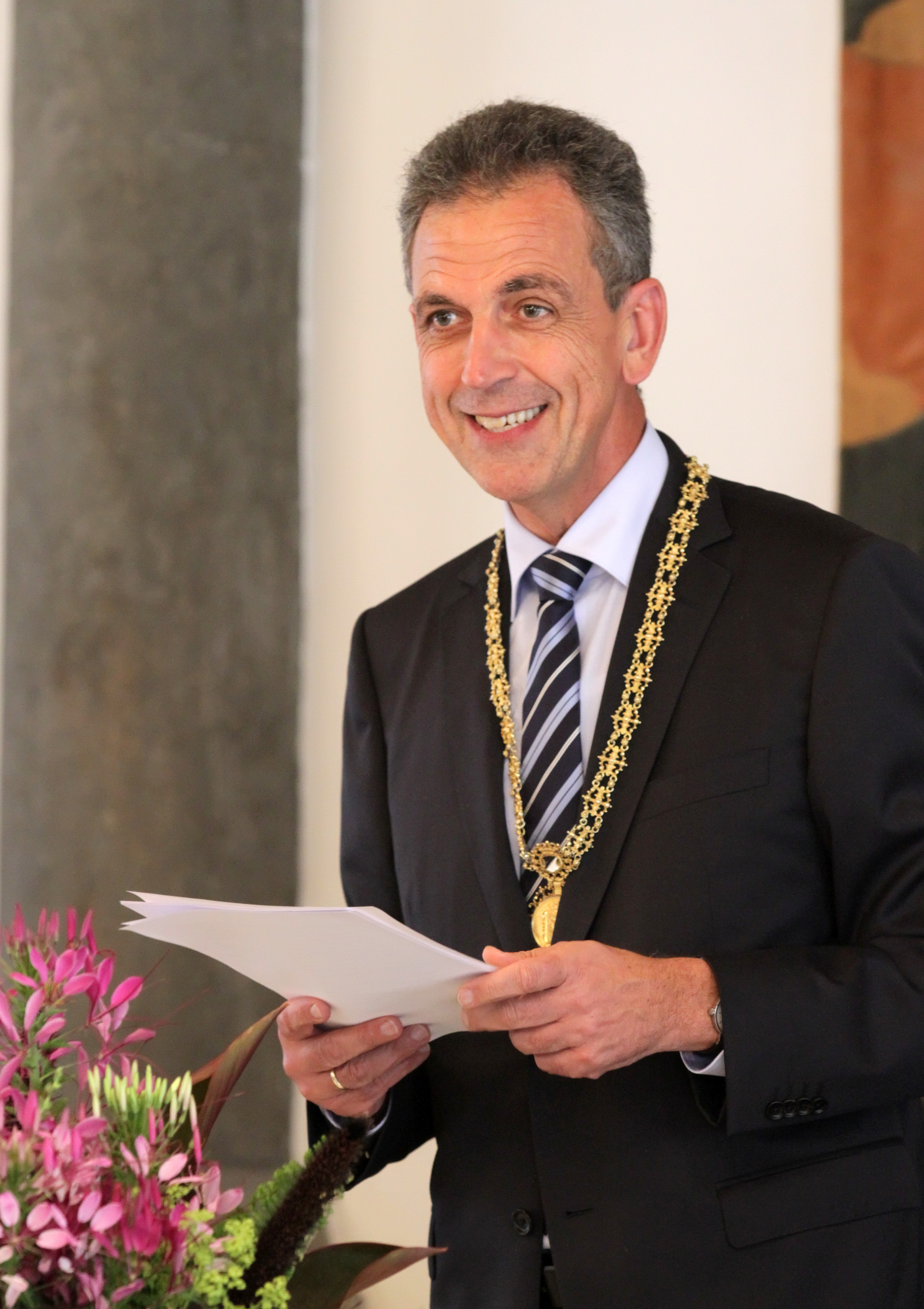
Ulrich Netzer im Kemptener Rathaus

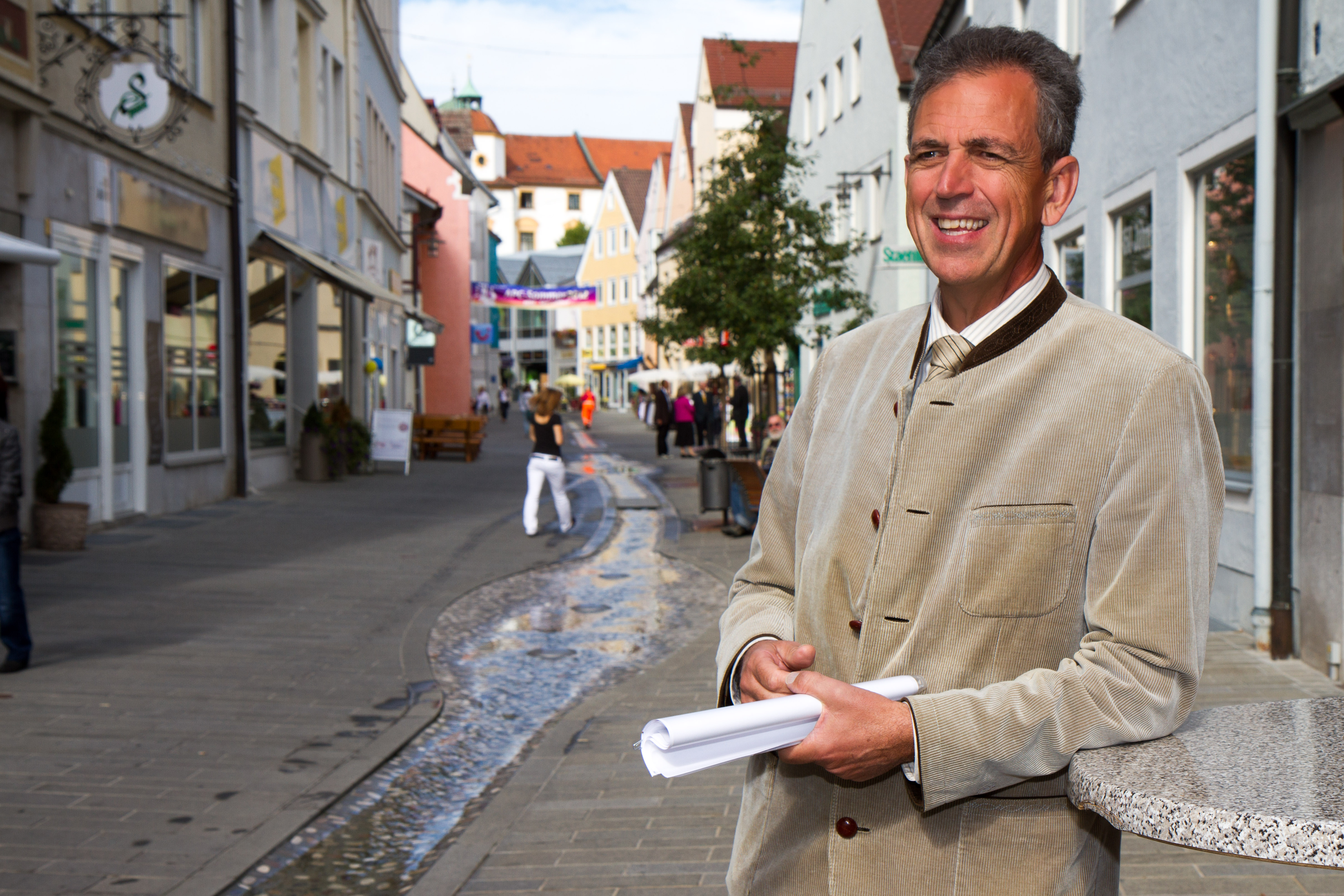
Der Oberbürgermeister in der Gerberstraße in Kempten

Ulrich Netzer (* 11. April 1955 in Lindenberg im Allgäu) ist ein deutscher Kommunalpolitiker (CSU). Vom 1. Mai 1996 bis zum 30. April 2014 war er über drei Wahlperioden  Oberbürgermeister der Stadt Kempten (Allgäu). Vom 1. Mai 2014 bis zum 31. Dezember 2020 war er Präsident des Sparkassenverbandes Bayern.

## Leben
Ulrich Netzer wurde am 11. April 1955 als jüngstes von sechs Geschwistern in Lindenberg im Allgäu geboren. Seine Eltern betrieben die Buchhandlung Netzer, die heute noch existiert.
Seit 1974 ist er Mitglied der CSU. Nach dem Abitur am Gymnasium Lindenberg 1975 und dem folgenden Grundwehrdienst in Kempten studierte er von 1976 bis 1980 Rechtswissenschaften an der Universität Regensburg. 1983 absolvierte er das zweite juristische Staatsexamen und wurde 1986 mit einer Arbeit über Zuwendungen zwischen Ehegatten im Spannungsfeld von Schuldrecht und Familienrecht zum Dr. jur. promoviert.
Seit 1996 leben er und seine Frau Heidi in Kempten. Heidi Netzer arbeitete früher als Lehrerin und ist seit einigen Jahren als freischaffende Künstlerin vor allem im malerischen und grafischen Bereich tätig.
Er ist Mitglied der katholischen Studentenverbindung KStV Leuchtenberg Regensburg.

## Laufbahn
Vor seiner ersten Wahl zum Oberbürgermeister der Stadt Kempten im Jahr 1996 arbeitete Netzer seit 1983 in verschiedenen Bereichen der Finanzverwaltung in Bayern und absolvierte eine Zusatzausbildung an der Bundesfinanzakademie. Ab 1986 leitete er das Präsidialbüro der Oberfinanzdirektion in München und war dort persönlicher Referent sowie Pressereferent. 1993 wechselte er an das Finanzministerium Mecklenburg-Vorpommern nach Schwerin als Leiter des Ministerbüros.
Nachdem Anfang 2013 bekannt geworden war, dass Netzer im Jahr 2014 Präsident des Bayerischen Sparkassenverbandes werden soll und nicht mehr als Oberbürgermeister kandidieren werde, wurde er am 26. Juni 2013 schließlich zum nächsten Präsidenten des Bayerischen Sparkassenverbandes gewählt. Nachfolger im Amt des Oberbürgermeisters wurde am 1. Mai 2014 sein Parteikollege Thomas Kiechle.
Von 1. Februar 2012 bis 10. Juli 2014 war Netzer auch Vorsitzender des Verwaltungsrats der Sparkasse Allgäu.
Er ist Vorsitzender im Orgelbauverein St. Lorenz e. V.

## Ehrungen
- 2017: Ehrensenator der Hochschule Kempten
- 2018: Bayerischer Verdienstorden
- 2025: Ehrenbürger der Stadt Kempten[7]